# ليفي ك. ويد
ليفي ك. ويد (بالإنجليزية: Levi C. Wade)‏ هو محامي وسياسي أمريكي، ولد في 18 يناير 1843، وتوفي في 21 مارس 1891. حزبياً، نشط في الحزب الجمهوري. وقد انتخب عضو مجلس نواب ماساتشوستس.